# Gate: Jieitai Kano Chi nite, Kaku Tatakaeri
Gate: Jieitai Kano Chi nite, Kaku Tatakaeri (ゲート自衛隊 彼の地にて、斯く戦えり  Cánh cổng) thần kì là một bộ tiểu thuyết giả tưởng của Nhật Bản được viết bởi Takumi Yanai và minh họa bởi Daisuke Izuka và Kurojishi từ năm 2006 và sau đó được xuất bản bởi AlphaPolis. Là một manga được minh họa bởi Satoru Sao bắt đầu vào tháng 7 năm 2011, và có ba spin-off manga bắt đầu vào năm 2015. Nửa đầu loạt anime đã được phát sóng trên truyền hình từ tháng bảy đến tháng 9 năm 2015 và đã được cấp phép bởi Sentai Filmworks ở Bắc Mỹ. Nửa thứ hai sẽ bắt đầu phát sóng vào tháng 1 năm 2016.

## Nội dung
Khi một cánh cổng từ một thế giới khác xuất hiện ở Ginza, Tokyo, một đội quân lính và quái vật đã xuất hiện và tấn công thành phố. Nhờ các loại vũ khí và chiến thuật tiến xa hơn so với họ, Lực lượng Phòng vệ Nhật Bản (Japan Self Defense Forces - JSDF) dễ dàng đánh bại kẻ thù, rồi sau đó Chính phủ ra lệnh cho họ đi qua cánh cổng và thiết lập một căn cứ quân sự để buộc thế giới bên kia cánh cổng phải đàm phán vì hòa bình cho 2 phía. Yōji Itami là một sĩ quan JSDF được ra lệnh đi điều tra về thế giới bên kia cánh cổng, một nơi kì diệu, nơi mà rồng và yêu tinh có thật và sử dụng kiến thức của mình về những câu chuyện Fantasy mà mình đã đọc để thực hiện theo cách của mình trong thế giới mới này.

## Nhân vật

### Nhân vật chính
Yōji Itami (伊丹 耀司 Itami Yōji)
Lồng tiếng bởi: Junichi Suwabe
Là nhân vật chính của truyện, Itami là một otaku
33 tuổi và là một sĩ quan JSDF. Sau khi bảo vệ được hàng trăm người dân khỏi cuộc tấn công ở Ginza, Itami được thăng lên trung úy và được giao nhiệm vụ điều tra thế giới bên kia cánh cổng.
Tuka Luna Marceau (テュカ・ルナ・マルソー Tyuka Runa Marusō)
Lồng tiếng bởi: Hisako Kanemoto
Là một Elf 165 tuổi, là tuổi thiếu niên theo quy định của tộc Elf. Cô đã mất cha mình, người đã hy sinh thân mình để cứu cô khi làng của cô bị tấn công bởi một con rồng, và kể từ cô đã được Itami cứu giúp và đi theo Itami. Tuy nhiên, cô đã có một thời gian khó khăn tinh thần về cái chết của cha cô, và cuối cùng cô bắt đầu xem Itami như một người cha thay thế của mình.
Lelei La Rellena (レレイ・ラ・レレーナ Rerei Ra Rerēna)
Lồng tiếng bởi: Nao Tōyama
Là một cô gái 15 tuổi đến từ bên kia cánh cổng, và là học trò của một thầy pháp sư già. Lelei nhanh chóng học tiếng Nhật và trở thành người phiên dịch cho bên Itami. Lele như là người kể chuyện cho anime.
Rory Mercury (ロゥリィ・マーキュリー Rōri Mākyurī)
Lồng tiếng bởi: Risa Taneda
Là một nữ thần 961 tuổi, cô dừng lại lão hóa trong khi vẫn còn rất trẻ khi cô đã trở thành một nữ thần tông đồ của Emory (Thiên Chúa của cái chết, chiến tranh, tội ác và điên rồ). Cơ thể của cô sẽ vẫn như vậy cho đến sinh nhật thứ 1000 của mình và khi khi cô sẽ trở thành một nữ thần thật sự. Điều đó cũng có nghĩa là cô ấy không thể chết và có thể phục hồi từ bất kỳ vết thương. Cô ấy là một cô gái mạnh mẽ có thể sử dụng vũ khí rất nặng của mình một cách linh hoạt. Cô cũng rất nhanh nhẹn và linh hoạt với nhiều thế kỷ kinh nghiệm chiến đấu. Cô thường mặc bộ quần áo của tông đồ của cô,giống với thời trang lolita. Sau khi gặp Itami và đội của mình, cô đã chú ý đến họ và đặc biệt là Itami, người cô thỉnh thoảng hay cố gắng dụ dỗ.

### Đơn vị trinh sát số ba
Souichirou Kuwahara (桑原 惣一郎 Kuwahara Souichirou)
Là một sĩ quan 50 tuổi, là người chỉ huy thứ 2 chỉ sau Itami.
Shino Kuribayashi (栗林 志乃 Kuribayashi Shino)
Lồng tiếng bởi: Maaya Uchida
Một binh sĩ của đơn vị Trinh sát thứ ba do Itami chỉ huy.